# Tartarino di Tarascona
Tartarino di Tarascona, o Le avventure prodigiose di Tartarin de Tarascon (nell'originale in lingua francese Les aventures prodigieuses de Tartarin de Tarascon), è un romanzo scritto dall'autore francese Alphonse Daudet nel 1872.
Fa parte di una trilogia che comprende anche Tartarino sulle Alpi (pubblicato nel 1885) e Porto Tarascona (dato alle stampe nel 1890).

## Trama
Protagonista del racconto è Tartarino (o Tartarin), abitante del Midi (vive a Tarascona, in Provenza), mitomane dal carattere simpatico, sorta di eroe ingenuo, che - forzato dalla comunità in cui vive - decide di partire per cacciare il leone sul massiccio dell'Atlante, in Africa.
Armato come un vero cacciatore, approda in Algeria, ma ne rimane deluso. Vittima di personaggi senza scrupoli, ma soprattutto della sua ingenuità, l'unica preda che riuscirà a catturare è un vecchio leone cieco, esibito nelle piazze da un mendicante.
Tuttavia, la pelle, bucata da due pallottole e spedita a Tarascona, gli vale la tanto desiderata gloria. Quando infatti Tartarino torna in patria, portando con sé un dromedario che gli si è affezionato, è accolto come un eroe.

## Origine della storia

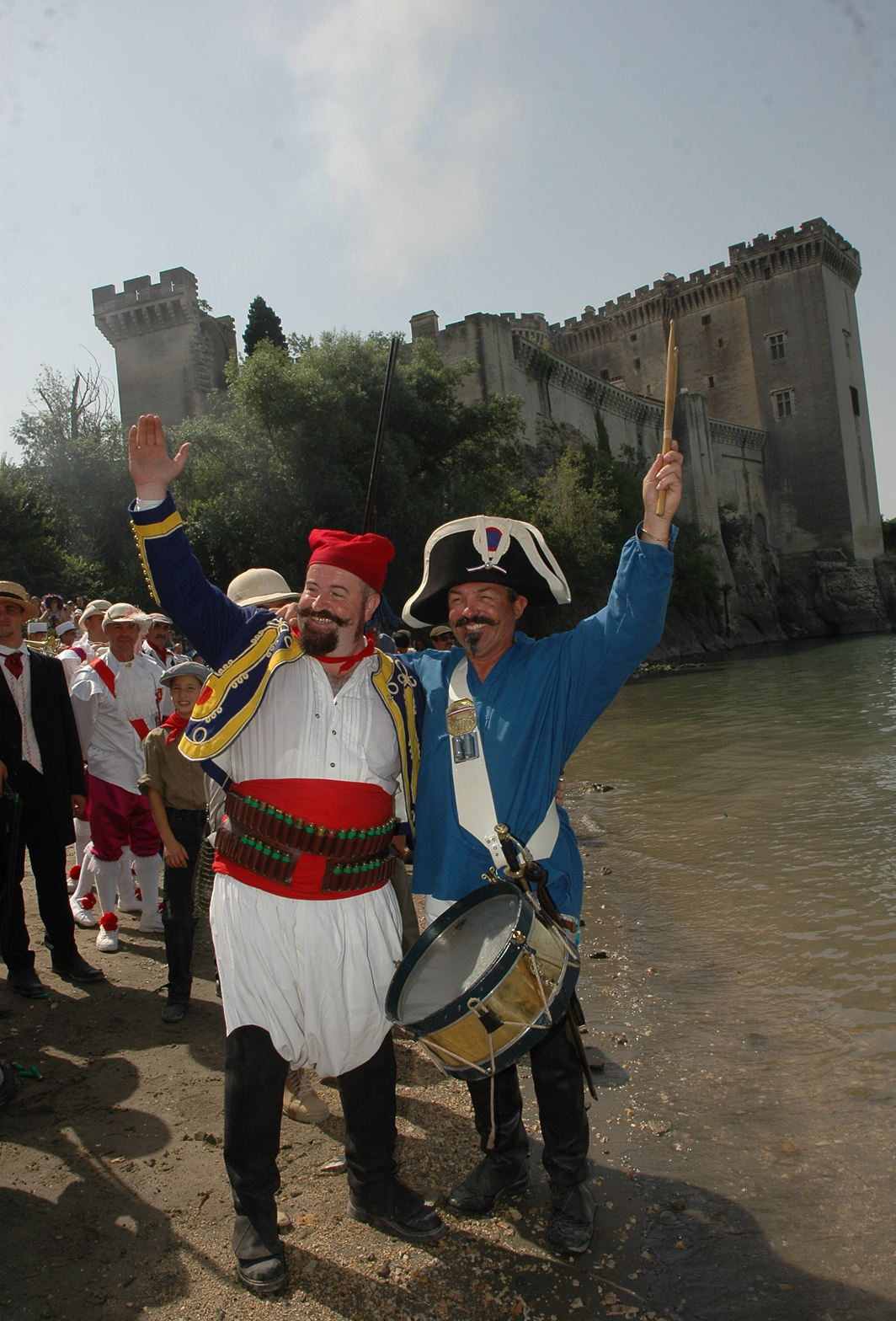
Maschera di Tartarino di Tarascona

La vicenda fu ispirata a Daudet dal cugino Henri Reynaud, che gli fece un resoconto dei suoi viaggi compiuti in Africa. Parte della storia è stata ispirata invece all'autore da Jules Gérard, che fu realmente un cacciatore di leoni in Algeria. In effetti, all'epoca, il leone era ancora presente a nord del Sahara con una sottospecie, il leone berbero, estintasi nel 1942.
Quando fu pubblicato per la prima volta, il romanzo registrò un fiasco. In particolare gli abitanti della Provenza (con in testa i tarasconesi) furono indignati nei confronti dello scrittore per la descrizione eccessivamente disincantata che egli aveva fornito di un loro concittadino, fosse pure di finzione. Ugualmente, essi rifiutarono di riconoscersi nei numerosi comprimari che affiancavano il protagonista nelle stralunate avventure in terra d'Africa.
Addirittura Daudet fu minacciato di morte nel caso fosse passato dalle parti di Nîmes o di Tarascona. E ciò sebbene lo scrittore fosse stato in compagnia di Frédéric Mistral, venerato eroe locale nativo del circondario di Arles.

## Eredità
Dal 1985 un piccolo museo nella città di Tarascona è dedicato alla figura di finzione di Tartarino, mentre un festival si svolge annualmente nella stessa città l'ultima domenica di giugno per ricordare il personaggio e il relativo mostro mitologico Tarasca.

## Tartarino nei media
Tartarino di Tarascona è stata adattato numerose volte per il cinema (nel 1908, nel 1934 e nel 1962). Regista del primo film - girato al tempo del cinema muto - fu Georges Méliès.
Il secondo e forse più prestigioso film su Tartarino, quello del 1934, fu diretto dal francese Raymond Bernard, con l'attore Raimu nel ruolo del protagonista.
Il Tartarino del 1962 al cinema fu diretto da Francis Blanche e aveva come interprete, fra gli altri, Bourvil.
Nel 1960 la Rai realizzò un film per la televisione del romanzo, intitolato anch'esso Tartarino di Tarascona.
Nel 1968, ancora la Rai mise in onda un'omonima versione in serie televisiva del romanzo Tartarino sulle Alpi, diretta da Edmo Fenoglio, con Tino Buazzelli come protagonista.
Infine, nel 1961 Pierluigi Chierici e Alessandro Pittaluga presentarono il cartone animato Tartarino di Tarascona.
È citato anche nell'ultima vignetta del fumetto Disney Paperino e l'errore di Paperzucum.

## Edizioni
Daudet, A., La difesa di Tarascona, collana Piccola Collezione Amena, prefazione di Émile Zola, Napoli, E.Pietrocola, 1885, OCLC 894223065, SBN NAP0234379.